# Joseph Robert Bernard Boivin
Joseph Robert Bernard Boivin (1916 - 9 de mayo de 1985) fue un botánico canadiense.

## Biografía
En 1937 se gradúa de B.A. del "Colegio Santa María; su L.Sc. de la Universidad de Montreal en 1941, y finalmente su Ph.D. de Harvard University en 1944. Será miembro de la "Royal Society of Canada", trabajando para el "National Museum of Canada", retornando a Harvard como Becario Guggenheim, y trabajando en el "Dto. de Agricultura de Ottawa".
Sus intereses botánicos incluían enseñar, publicando su obra hacia una flora de Canadá, y Arts. sobre las provincias de pradera canadienses, y monografías de Rosa, Thalictrum, Westringia, Pteridofitas, Compositae, y otras. Publicó más de 170 ítems, incluyendo “Survey of Canadian herbaria,” en Provancheria (10, 1980). Era un taxónomo elocuente, y generó dos términos nuevos en inglés en su "Flora of the Prairie Provinces, Part III": dimegueth y isomegueth. Ambas se ubicaron en su clave de la familia Compositae.
Además de su trabajo profesional, Boivin amaba la historia de la botánica, y su último Art. fue “Botany history”, capítulo de The Canadian Encyclopedia (v. 1, p. 206–207, Edmonton, 1985). Sus contribuciones a la historia de la Botánica fueron bien justipreciadas por sus empleadores del gobierno, que también asumieron que los archivos históricos deben protegerse.

## Honores

### Epónimos
- (Acanthaceae) Stenandrium boivinii (S.Moore) Vollesen[3]
- (Brassicaceae) Arabis boivinii G.A.Mulligan[4]
- (Cyatheaceae) Cyathea boivinii Mett. ex Kuhn var. andringitrensis Janssen & Rakotondr.[5]

- La abreviatura «B.Boivin» se emplea para indicar a Joseph Robert Bernard Boivin como autoridad en la descripción y clasificación científica de los vegetales.[8]